# 玉造要害山城
玉造要害山城（たまつくりようがいさんじょう）は、島根県松江市玉湯町にあった日本の城。
元弘2年（1332年）頃、湯荘の留守職であった諏訪部扶重が築いた城を、観応の擾乱の時、南朝に仕えて出雲国守護に任ぜられた富田秀貞が増築した山城。のちに尼子氏の重臣となった湯氏の一族が拠った

## 概要
最高所の本丸を中心に、北西の玉作湯神社方面に山腹を半周する帯郭を含む四段の郭が設けられている。
本丸及び本丸の帯郭には、尾根筋方面に土塁、縦土塁が設けられ、加えて本丸直下の堀切は土塁を伴う厳重な構えとなっている。
麓の郭と本丸帯郭の間に設けられた郭には、食い違い土塁及び連続縦堀群が設けられており、帯郭の縦土塁と共に、尼子氏流築城術にはない特徴が見られる。

## 遺構
山上の遺構は保存状態が良く、空堀及び土塁が往時の姿を留めている。また、本丸下の尾根鞍部に井戸跡が残る。

## 沿革
- 鎌倉時代、佐々木泰清の第七子・頼清が湯荘に入り、湯氏を称して拝志及び湯の二郡を支配した。
- 元弘2年（1332年）頃、湯荘の留守職であった諏訪部扶重が初めて城を築く。富士名義綱が南朝方として隠岐にあった時、諏訪部扶重が謀叛を起こし攻められ落城。
- 南北朝時代、富田義泰の孫・富田秀貞が湯荘に入り、諏訪部の築いた城を基礎として、増築を加わえ玉造要害山城を築いた。
- 永禄元年（1558年）に記された玉作湯神社の棟札に湯菊丸の名があり、戦国時代後期にはこの湯氏の傍系が拠っていたものと考えられている。
- 玉造要害山城のその後は詳らかではないが、毛利氏の手が加えられた可能性が指摘されている。